# 협성회
협성회(協成會)는 조선 말기인 1896년에 한성부에서 조직된 계몽운동 단체이다. 명맥은 현재 배재고등학교에서 협성토론대회라는 교내 토론대회로 이어진다.

## 창립과 활동
1895년에 미국에서 귀국한 서재필이 이듬해 헨리 아펜젤러의 초청으로 배재학당에서 특강을 하였다. 이때 서재필의 강의를 듣고 개화사상에 기반한 계몽운동에 뜻을 둔 학생들이 중심이 되어 협성회를 조직하여 협성회 창립은 배재학당과 밀접한 관련이 있다.
초기에는 배재학당 학생회에 해당되는 학생 단체로 출발하였으나, 이후 일반인을 회원으로 받아들이고 지방 조직이 결성되면서 사회운동 단체로 발전해갔다. 서재필의 사상을 지지하며 근대식 제도 도입과 정치 개혁을 통한 입헌군주제 실시 등을 주장했다. 양홍묵, 이익채, 유영석, 이승만, 한치유 등이 회장을 역임했다.
결성 1년 만에 회원 수가 200명이 넘어서는 등 성황을 이루었고, 서재필이 《독립신문》에 회원들의 글을 게재하여 이들의 활동을 도와주기도 했다. 1898년부터는 주간지로 《협성회회보》를 발간하였다. 이 잡지를 한국 최초의 시간주간지로 보는 시각도 있다.
협성회의 토론회와 출판 활동은 개화기의 민족의식과 계몽사상 확산에 영향을 미쳤으며, 서재필을 중심으로 독립협회와 만민공동회가 탄생하는 진원지가 되었다.

## 토론회
협성회는 자주독립, 자유민권, 자강개혁 등의 주제를 놓고 매주 공개토론회를 열었다. 토론회가 유명해지면서 많은 방청객이 몰려드고 협성회를 토론회라고도 부르기도 했다. 이 토론회에서는 서구식 토론 방식이 도입되었다. 예를 들어 회의하고 발언하고 구두로 표결하는 방식, 연설이 마음에 들면 박수를 쳐서 동의를 표시하는 방식 등을 서재필이 가르쳤다.
협성회 토론회에서 다룬 주제는 학교를 세워 인민을 교육한다거나, 언론을 통해 인민을 계몽한다거나, 마을마다 우체국을 설치하여 편지를 주고받을 수 있도록 한다거나, 의회를 설립하는 정치제도의 개혁 등 근대 시민사회의 필수적인 요소가 망라되어 있었다.
이러한 토론회는 이후 배재고등학교의 협성토론대회로 현재까지 그 명맥이 이어지고있다.

## 관련 문화재
- 협성회회보 - 대한민국 등록문화재 제507호, 연세대학교 학술정보원 소장

## 같이 보기
- 배재학당
- 독립협회
- 서재필
- 이승만

## 참고 자료
- 강준만 (2007년 11월 19일). 〈제4장 민권의식의 성장 - 01. 배재학당 『협성회회보』의 창간〉. 《한국 근대사 산책 3 (개화기편, 아관파천에서 하와이 이민까지)》. 서울: 인물과사상사. ISBN 9788959060733.